# Domènec Freixa
Domènec Freixa Batlle (Reus, 18 d'abril de 1886 - 30 de març de 1977) va ser un economista i empresari català.
Estudià economia a la Universitat de Barcelona i milità en el catalanisme polític a la seva ciutat natal. Col·laborà amb articles de temàtica econòmica a publicacions locals: Revista del Centre de Lectura, Butlletí de la Cambra de Comerç, i Avui. Havia publicat, el 1905, articles catalanistes al periòdic Pàtria Nova,un periòdic reusenc de filiació catalanista i republicana. Professionalment es dedicà al comerç i exportació de vins, formant part de diverses companyies locals. Va ser nomenat delegat del govern de la Generalitat a la Cambra Oficial de Comerç i Indústria de Reus el 18 de setembre de 1936. Depurat en la postguerra, va ser elegit president de la Cambra de Comerç reusenca el 1946, càrrec pel que va ser reelegit diverses vegades i que mantingué fins al 1968. Al cessar, va ser nomenat president honorari de l'entitat. El 1948 l'Ajuntament de Reus li atorgà la medalla al Mèrit Municipal, i el 1968, pel Consell de Cambres de l'estat espanyol la Medalla d'or al Mèrit, de les Cambres de Comerç.